# TBSテレビ系列朝の情報番組枠
TBSテレビ系列朝の情報番組枠（ティービーエスけいれつあさのじょうほうばんぐみわく）とは、TBSテレビ（JNN）系列で、毎日朝に放送されている情報番組の一覧のことである。平日は2021年10月以降『THE TIME,』が、日曜日は1987年10月以降『サンデーモーニング』が該当する。

## 各番組の歴史
1966年に7:20 - 8:00枠で若者向け情報番組『ヤング720』が開始される。平日のみならず土曜日にも放送され、土曜版はANNにネットチェンジする前の朝日放送が制作していた。
1971年にニュースも内包した3時間5分の巨大情報番組『モーニングジャンボ』が開始されるもわずか1年で本枠『JNNニュースショー』とワイドショー枠『奥さま8時半です』に分割される。さらに『JNNニュースショー』は1975年1月にニュース枠も分離し『おはよう地球さん』となる。
1975年10月に『おはよう720』がスタートし、1976年10月改編では再度ニュース枠を吸収するとともに『おはよう700』へと改題する。5年間続いた後、1980年10月に『テレビ列島7時』を開始するが1年で打ち切られる。
1981年10月改編で『朝のワイドX』という仮題のまま新たな情報番組が開始し、11月16日より正式タイトルとして『朝のホットライン』と命名される。この期間、系列局のアナウンサーだった荻島正己が司会だった時期には視聴率が軌道に乗り一時は民放の同時間帯1位に上り詰めた。NHKを退職しフリー（退職後数年間はTBSとの専属契約）に転身した草野仁に交代した後も視聴率は好調であったが、日本テレビ『ズームイン!!朝!』の善戦もあって1987年からは長期に渡り視聴率が低迷傾向になる。『朝のホットライン』以後も同番組のフォーマットを継承した番組が『THE WAVE』『ビッグモーニング』とマイナーチェンジを繰り返しつつしばらく続く。
｢THE WAVE｣では若年層向けの情報も取り入れたが本枠としては最短となる半年で打ち切られ、続く『ビッグモーニング』では従来の内容にプラスして後続のワイドショー枠や午後の時間帯に近い内容のワイドショーに刷新。一般ニュースに加えて芸能ニュースも取り上げる。また、開始時にフジテレビに次いで時刻表示を大きいサイズでカラー表示にしたカスタム表示を導入。現在に至るまで継続し、後に他局も追随した。ただし、（2022年11月現在のフジテレビとは異なり）全国送出はしないため、当初は関東地区に限り見る事が出来た。2021年春からは各系列局からのローカル送出ながら、TBSテレビと同じデザインを使用する局も増えていった。
1994年10月改編ではTBS放送センター移転の目玉番組として『ザ・フレッシュ!』が開始される。メイン司会をそれまでのフリーアナウンサーから若手の局アナウンサーで固め、料理コーナーも設けられたが、1年足らずで従来のワイドショー然とした内容の『フレッシュ!』に刷新される。
しかし、なお堅調な『ズームイン!!』に加え、フジテレビの『めざましテレビ』の猛追、兼ねてからの低迷から脱することができず朝6時台のニュース枠（『オンタイム』）と統合・再編の上で、1996年6月にJNN各局からのリレー中継を売りとした『おはようクジラ』が開始される。『フレッシュ!』までこの枠は、社会情報局が担当していたが、朝6時台のニュース枠との統合やTBSビデオ問題による社会情報局の廃止に伴い、報道局の担当に代わる。またこの時、放送時間枠も6:00 - 8:30となり、歴代番組では初めて6:00開始となる。
その後、『エクスプレス』『おはよう!グッデイ』と何度も改題やキャスター人事の見直しなど番組のテコ入れが相次ぐ。『エクスプレス』は女性をターゲットにしたもののあからさまな女性狙いの構成が裏目と出て失敗、さらにメインキャスターの番組外のトラブルをきっかけに大勢の出演者が一斉に降板した事もあり後期はアナウンサー中心の顔触れになった。『おはよう!グッデイ』はフジテレビを退社したばかりの露木茂を鳴り物入りで起用したが、こちらも僅か1年しか持たなかった。途中、制作部署が報道局から情報番組制作子会社のTBSライブに変わり、TBSテレビに統合後は情報制作局が担当するようになる。また『おはよう!グッデイ』からは系列局が独自に内容を差し替えられる時間帯が設置された。
2004年4月改編で前年からスタートした『ウォッチ!』の放送時間が5:30開始となり、本枠は3時間枠となる。2005年4月には絶大な人気を誇り、TBSでも土曜朝の報道番組『サタデーずばッと』の総合司会を担っていたみのもんたが総合司会に就任。番組も『みのもんたの朝ズバッ!』に改められ、みのの話術と硬派なニュース、巨大ボードを用いた番組進行で人気を得ることとなる。2006年10月には、『朝のホットライン』以来18年ぶりに民放の同時間帯視聴率1位を記録。その後視聴率が低下した時期もあったものの一定の水準を維持していた。
｢朝のホットライン｣が持っていた放送期間の最長記録を塗り替え、本枠で最も長く放送されている番組となったが、みのは自身の次男が起こした不祥事をきっかけに2013年秋に休暇をとったまま番組を降板。『朝ズバッ!』に改題し、暫くは残ったアナウンサー陣が中心となって番組を進めたが、2014年春改編で『朝ズバッ!』は終了。後継番組『あさチャン!』は直後のTBSテレビ系列平日午前のワイドショー枠との調整の末、8:00終了となった。しかし『あさチャン!』は改編のたびに放送時間・番組内容・出演者・ロゴやセットのビジュアル面のリニューアルを繰り返したが安定せず低視聴率から抜け出せなかった事、さらに開始時から総合司会を務めていた夏目三久の結婚引退も重なり2021年9月で終了。
2021年10月改編で7年半ぶりに局アナメインに戻して安住紳一郎（金曜日のみ江藤愛）を司会に起用した新情報番組『THE TIME,』に刷新。情報制作局とバラエティ番組を制作するコンテンツ制作局（旧TBSエンタテインメント）との共同制作となり、コメンテーターは導入せずアナウンサーがストレートニュースを伝えるスタンスとし、長らく放送していなかったJNN各局からの中継や番組のSNSアカウントを活用した企画を取り入れているほか、キャスター陣も『あさチャン!』最末期とは異なり、今までの若手・中堅のアナウンサー陣に加えて女性アイドルを出演者に起用している。さらにこの改編で実質TBSテレビ系列早朝の情報番組枠からのシームレスに流れを組み入れることで3時間半の情報枠を形成している。『THE TIME,』になって以降も視聴率面では苦戦傾向にあり、コーナー・出演者の入れ替えやセット・テロップのリニューアルなど、幾度なくテコ入れが行われて現在に至っている。

### 土曜日
土曜朝の情報番組参入は、1971年に『ヤング720』（当時TBS系の朝日放送制作）が終了した後、TBS制作に切り替えて『“スポーツバラエティ”土曜デポルテ』を開始。4年後の1975年に終了。その後は『皇室アルバム』や「TBSテレビ系列土曜朝7時台枠のアニメ枠」などに当てられたことや、平日朝番組の視聴率不振もありキー局の中では後発（2002年4月に開始）で、制作するのも情報番組制作子会社のTBSライブ（当時）ではなく報道局だった。しかし週末情報を中心とした他局と差別化するため硬派路線をとった『みのもんたのサタデーずばッと』が成功し、結果として平日もみのが総合司会を務める『朝ズバッ!』が開始された。なお、『朝ズバッ!』は情報制作局が制作することで色合いを分けた。
みの降板後も『サタデーずばッと』は続いたが、2014年春改編で終了、上記『あさチャン!』の土曜版『報道LIVE あさチャン!サタデー』が開始したが、平日のような大幅な変更はなく、硬派路線はそのまま引き継いだ。
2017年春改編で『あさチャン!サタデー』が終了。『上田晋也のサタデージャーナル』が開始。前番組までは『JNNニュース』が番組内に15分間内包された関係から、その部分に限ってネットワークセールス枠であったが、本番組に限り全編ローカルセールス枠での放送となった。また、前番組までと異なり、生放送ではなかった。
2019年7月より『まるっと!サタデー』が開始。当番組では『報道LIVE あさチャン!サタデー』以来、生情報番組が2年ぶりに復活し、『JNNニュース』が番組途中の15分間に内包される関係から、その部分に限ってネットワークセールス枠となる。
2023年3月で『まるっと!サタデー』は終了し、21年間続いた情報番組枠としては廃枠になる。翌4月からは平日の後枠番組である『ラヴィット!』のスピンオフとして、1週間分の放送のダイジェスト番組『夜明けのラヴィット!』が開始。

### 日曜日
日曜朝の情報番組としては草分けとなる、1987年10月に開始した『関口宏のサンデーモーニング』は1週間のニュースをVTRで振り返り文化人パネラーとスタジオトークする構成が受け、後に他局も模倣するようになる。かつての『NEWS23』『Nスタ』など他時間枠に放送している報道・情報系番組はタイトル変更や出演者の入れ替えなどで若返りを図る中、『サンデーモーニング』は同時間帯視聴率首位を背景に番組リニューアルはほとんど行わず（それでも一時期は『THE・サンデー』（日本テレビ）に追い抜かれされるなど熾烈な首位争いをしていた）、TBSが制作する1時間以上の報道・情報番組でも最長寿番組となっている。

## 主な番組

### 平日
- ヤング720（1966年10月31日 - 1971年4月2日）
- モーニングジャンボ（1971年4月5日 - 1972年3月31日）
- モーニングジャンボJNNニュースショー/8時の空（1972年4月3日 - 1975年1月3日）
- モーニングジャンボおはよう地球さん/8時の空（1975年1月6日 - 9月26日）
- おはよう720/8時の空（1975年9月29日 - 1976年9月24日）
- おはよう700/8時の空（1976年9月27日 - 1980年9月26日）
- テレビ列島7時（1980年9月29日 - 1981年9月25日）
- 朝のホットライン（1981年9月28日 - 1990年3月30日）
- ときめき生情報810（1984年4月2日 - 1985年3月29日）：上記番組と並行して放送。
- THE WAVE（1990年4月2日 - 9月28日）
- ビッグモーニング（1990年10月1日 - 1994年9月30日）
- ザ・フレッシュ!（1994年10月3日 - 1995年6月30日）
- フレッシュ!（1995年7月3日 - 1996年5月31日）
- おはようクジラ（1996年6月3日 - 1999年3月26日）
- エクスプレス（1999年3月29日 - 2002年3月29日）
- おはよう!グッデイ（2002年4月1日 - 2003年3月28日）
- ウォッチ!（2003年3月31日 - 2005年3月25日）
- 朝ズバッ!（2005年3月28日 - 2014年3月28日）
- あさチャン!（2014年3月31日 - 2021年9月30日）
- THE TIME,（2021年10月1日 - ）

### 週末
土曜日
- ヤング720（1966年11月5日 - 1971年4月3日）：朝日放送制作
  - この間は放送なし
- サタデーずばッと（2002年4月6日 - 2014年3月29日）
- 報道LIVE あさチャン!サタデー（2014年4月5日 - 2017年3月25日）
- 上田晋也のサタデージャーナル（2017年4月1日 - 2019年6月29日）
  - 同番組のみ一部地域を除く。また、同番組のみ事前収録での放送。
- まるっと!サタデー（2019年7月6日 - 2023年3月25日）

日曜日
- 関口宏のサンデーモーニング（1987年10月4日 - 1997年9月28日）
- 新サンデーモーニング（1997年10月5日 - 1998年8月30日）
- サンデーモーニング（1998年9月6日 - ）

### 番組の移り変わり
| 期間       | 期間      | 平日                                                   | 平日                                                   | 土曜日                                                 | 日曜日                     |
| ---------- | --------- | ------------------------------------------------------ | ------------------------------------------------------ | ------------------------------------------------------ | -------------------------- |
| 1966.10.31 | 1971.4.3  | ヤング720※土曜日は朝日放送（現在：朝日放送テレビ）制作 | ヤング720※土曜日は朝日放送（現在：朝日放送テレビ）制作 | ヤング720※土曜日は朝日放送（現在：朝日放送テレビ）制作 | （なし）                   |
| 1971.4.5   | 1972.3.31 | モーニングジャンボ                                     | モーニングジャンボ                                     | （なし）                                               | （なし）                   |
| 1972.4.3   | 1975.1.3  | モーニングジャンボJNNニュースショー                    | 8時の空                                                | （なし）                                               | （なし）                   |
| 1975.1.6   | 1975.9.26 | モーニングジャンボおはよう地球さん                     | 8時の空                                                | （なし）                                               | （なし）                   |
| 1975.9.29  | 1976.9.24 | おはよう720                                            | 8時の空                                                | （なし）                                               | （なし）                   |
| 1976.9.27  | 1980.9.26 | おはよう700                                            | 8時の空                                                | （なし）                                               | （なし）                   |
| 1980.9.29  | 1981.9.25 | テレビ列島7時                                          | 8時の空                                                | （なし）                                               | （なし）                   |
| 1981.9.28  | 1984.3.30 | 朝のホットライン                                       | 朝のホットライン                                       | （なし）                                               | （なし）                   |
| 1984.4.2   | 1985.3.29 | 朝のホットライン                                       | ときめき生情報810                                      | （なし）                                               | （なし）                   |
| 1985.4.1   | 1987.9.25 | 朝のホットライン                                       | 朝のホットライン                                       | （なし）                                               | （なし）                   |
| 1987.9.28  | 1990.4.1  | 朝のホットライン                                       | 朝のホットライン                                       | （なし）                                               | 関口宏のサンデーモーニング |
| 1990.4.2   | 1990.9.30 | THE WAVE                                               | THE WAVE                                               | （なし）                                               | 関口宏のサンデーモーニング |
| 1990.10.1  | 1994.10.2 | ビッグモーニング                                       | ビッグモーニング                                       | （なし）                                               | 関口宏のサンデーモーニング |
| 1994.10.3  | 1995.7.2  | ザ・フレッシュ!                                        | ザ・フレッシュ!                                        | （なし）                                               | 関口宏のサンデーモーニング |
| 1995.7.3   | 1996.6.2  | フレッシュ!                                            | フレッシュ!                                            | （なし）                                               | 関口宏のサンデーモーニング |
| 1996.6.3   | 1997.9.28 | おはようクジラ                                         | おはようクジラ                                         | （なし）                                               | 関口宏のサンデーモーニング |
| 1997.9.29  | 1999.3.28 | おはようクジラ                                         | おはようクジラ                                         | （なし）                                               | 新サンデーモーニング       |
| 1999.3.29  | 2002.3.31 | エクスプレス                                           | エクスプレス                                           | （なし）                                               | サンデーモーニング         |
| 2002.4.1   | 2003.3.30 | おはよう!グッデイ                                      | おはよう!グッデイ                                      | サタデーずばッと                                       | サンデーモーニング         |
| 2003.3.31  | 2005.3.27 | ウォッチ!                                              | ウォッチ!                                              | サタデーずばッと                                       | サンデーモーニング         |
| 2005.3.28  | 2014.3.30 | 朝ズバッ!                                              | 朝ズバッ!                                              | サタデーずばッと                                       | サンデーモーニング         |
| 2014.3.31  | 2017.3.26 | あさチャン!                                            | あさチャン!                                            | 報道LIVE あさチャン!サタデー                           | サンデーモーニング         |
| 2017.3.27  | 2019.6.30 | あさチャン!                                            | あさチャン!                                            | 上田晋也のサタデージャーナル                           | サンデーモーニング         |
| 2019.7.1   | 2021.9.30 | あさチャン!                                            | あさチャン!                                            | まるっと!サタデー                                      | サンデーモーニング         |
| 2021.10.1  | 2023.3.25 | THE TIME,                                              | THE TIME,                                              | まるっと!サタデー                                      | サンデーモーニング         |
| 2023.3.26  | 現在      | THE TIME,                                              | THE TIME,                                              | （なし）                                               | サンデーモーニング         |